# Bloedbad van Canicattì
Het Bloedbad van Canicattì was een incident dat plaatsvond in Canicattì, Italië. Tijdens de invasie van Sicilië werden acht onbewapende Italiaanse burgers gedood door Amerikaanse troepen, die onder leiding stonden van generaal George Patton. De stad was al voordat de Amerikanen arriveerden, opgegeven door de Duitse troepen. Echter, de Duitsers lieten een spoor van vernieling achter toen ze vertrokken uit het stadje.
Bij de aankomst kregen Amerikaanse troepen een melding binnen, dat Italiaanse burgers een gebombardeerde fabriek aan het plunderen waren. De burgers, die al lange tijd met een minimale hoeveelheid voedsel moesten overleven, waren emmers met eten en drank aan het vullen. Rond zes uur in de avond arriveerde luitenant-kolonel McCaffrey en enkele leden van de militaire politie bij de fabriek. Allereerst probeerde men de menigte uit elkaar te drijven, maar nadat die poging was mislukt, werden de burgers neergeschoten. Minimaal acht personen, waaronder een kind van elf jaar, werden vermoord. Hoewel men uitgaat van acht doden, is het exacte aantal nooit bekend geworden.
De legertop deed een navraag naar het incident, maar McCaffrey kreeg nooit een straf met betrekking tot de massamoord die hij en zijn manschappen aanrichtte in Canicattì. McCaffrey overleed in 1954.
De massamoord was lange tijd onbekend bij het grote publiek, totdat Joseph S. Salemi van de Universiteit van New York, wiens vader slachtoffer was van het incident, er een stuk over publiceerde.
Ardeatijnse-grotten · Babi Jar · Bleiburg · Bronnaja Gora · Butrimonys · Canicattì · Changjiao · Chatyn · Distomo · Glitiškės · Kamjanets-Podilsky · Katyn · Ležáky · Lidice · Maillé · Malmedy · Nanjing · Oradour-sur-Glane · Paneriai · Sochy · Trhová Kamenice · Tulle · Vinkt · Wereth